# Lorius (släkte)
Lorius är ett fågelsläkte i familjen östpapegojor inom ordningen papegojfåglar. Släktet omfattar sex arter som förekommer från Moluckerna till Salomonöarna:
- Tjatterlori (L. garrulus)
- Purpurbukig lori (L. hypoinochrous)
- Purpurnackad lori (L. domicella)
- Svarthättad lori (L. lory)
- Vitnackad lori (L. albidinucha)
- Gulhalsad lori (L. chlorocercus)